# 特雷西塔 (密蘇里州)
特雷西塔（英語：Teresita）是位於美國密蘇里州香農縣的非建制地區。

## 歷史
特雷西塔的郵局於1903年設立，其後於1990年停運。

## 地理
特雷西塔所處的海拔為高於海平面353米（即1158英呎），而該地所採用的時區為UTC-6，即北美中部時區（CST）。同時該地設有夏令時間，為UTC-6調快一小時，即UTC-5（CDT）。